# سوتلانا کیسلیوا
سوتلانا کیسلیوا (انگلیسی: Svetlana Kiseliova؛ زادهٔ ۲۵ اوت ۱۹۷۱) سوارکار اهل اوکراین است. او همچنین از سوارکاران در المپیک تابستانی ۲۰۱۲ بوده است.